# Denkmal der Fürstin Olga
Koordinaten: 50° 27′ 19,5″ N, 30° 31′ 14″ O

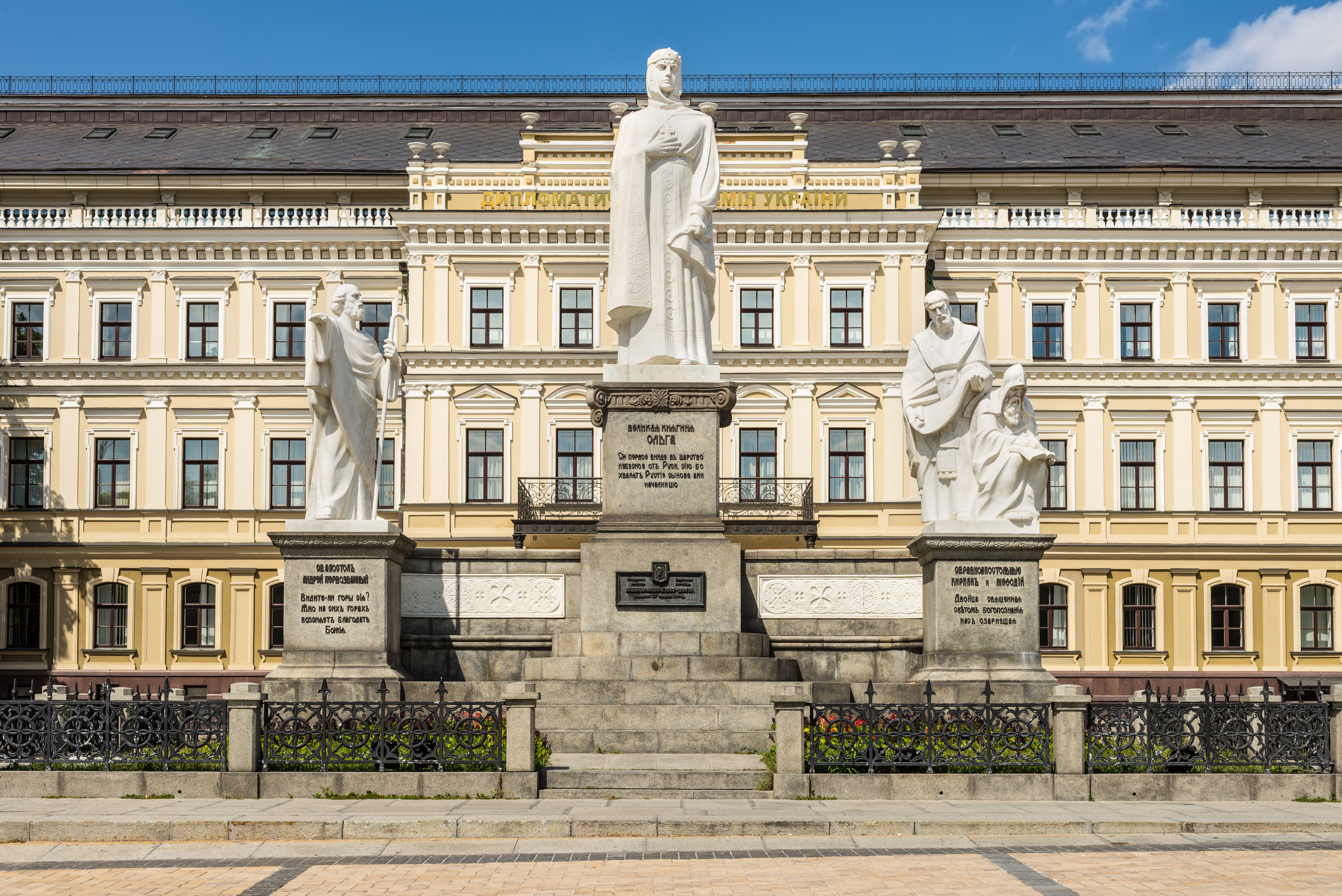
Denkmal der Fürstin Olga, des heiligen Apostels Andreas und der Missionare Kyrill und Method

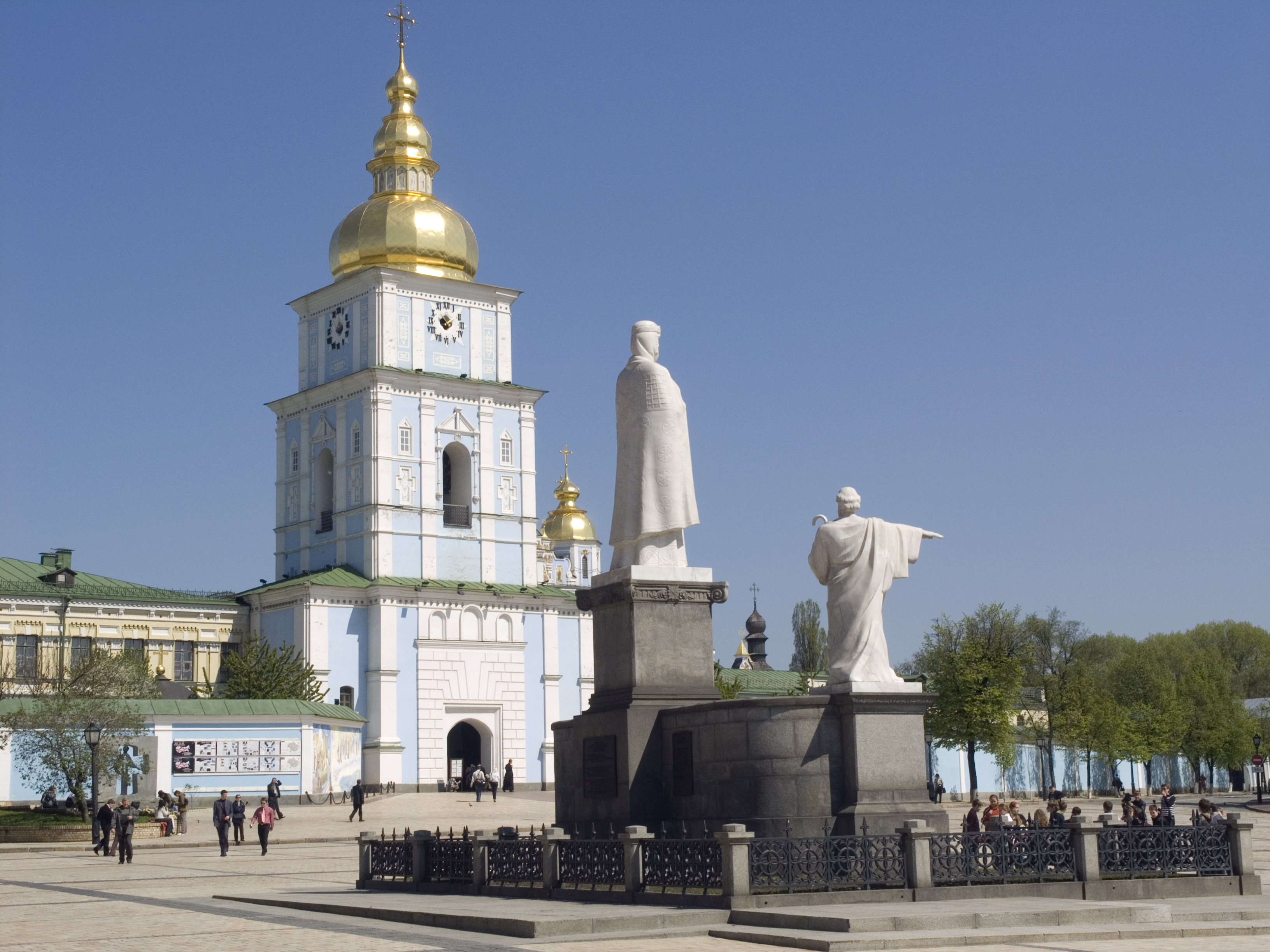
Das Denkmal vor dem St. Michaelskloster

Das Denkmal der Fürstin Olga, des heiligen Apostels Andreas und der Missionare Kyrill und Method (ukrainisch Пам'ятник княгині Ользі, святому апостолу Андрію Первозваному та просвітителям Кирилу і Мефодію/ Pamjatnyk knjahyni Olsi, swjatomu apostolu Andriju Perwoswanomu ta proswityteljam Kyrylu i Mefodiju) in der ukrainischen Hauptstadt Kiew und wurde zum Gedenken an Olga von Kiew, den Apostel Andreas, sowie an die Missionare Kyrill und Method errichtet.

## Geschichte
Der Baubeginn des Denkmals war 1909 und die Eröffnung fand am 4. September 1911 statt. Im Jahr 1919 wurde die von Iwan Kawaleridse geschaffene Statue der Fürstin Olga von Bolschewiken gestürzt. Bis 1935 wurde das Denkmal komplett demontiert, 1996 erneut errichtet und am 25. Mai 1996 wurde das Skulpturenensemble eingeweiht.

## Lage
Es steht auf dem Michaelplatz nahe dem St. Michaelskloster im Kiewer Rajon Schewtschenko.

## Beschreibung
Die Skulpturenkomposition besteht aus drei Skulpturen aus weißem Marmor jeweils auf einem Granitsockel. Mittig steht die Skulptur der Fürstin Olga, links von dieser die des Apostels Andreas und rechts von ihr stehen Kyrill und Method.
Die höchste Figur ist die der Prinzessin mit einer Höhe von 3,45 Metern. Die Fläche des Denkmals beträgt 9,2 × 4,51 Meter.